# Monte Viso

Monte-Viso. Historisches Luftbild von Werner Friedli (1957)

Der Monviso (auch: Monte Viso, franz. Mont Viso, okzitan. Vìsol, piemont.: Ël Viso) ist mit 3841 m Höhe der höchste Gipfel der Cottischen Alpen. Er liegt im Nordwesten Italiens nahe der Grenze zu Frankreich. Seit dem 29. Mai 2013 gehört das Gebiet als grenzüberschreitendes Biosphärenreservat (mit Frankreich) zum UNESCO-Welterbe.

## Lage und Landschaft
Der Monte Viso ist der höchste Gipfel der Cottischen Alpen. Mit rund 500 Metern Höhenunterschied ragt er deutlich über alle umliegenden Berge hinaus und ist daher weithin sichtbar. Bei klarem Wetter ist der Monviso von der gesamten westlichen Po-Ebene bis nach Piacenza zu sehen. Aufgrund seiner markanten Erscheinung spielt er eine wichtige Rolle in der regionalen Kultur. Dies unterstreicht auch die  gebräuchliche Bezeichnung des Bergs als re di pietra („König aus Stein“).
An den nördlichen Hängen des Monte Viso befindet sich das Quellgebiet des Po, beim sogenannten Pian del Re (2020 m). Die Monviso-Gruppe ist weiterhin umgeben vom Valle Varaita und, auf französischer Seite, dem Guil-Tal und der Landschaft Queyras. Der nördliche Bereich der Gruppe, von der Punta Gastaldi bis zum Col de la Traversette, befindet sich an der französischen Grenze.

## Geologie
Das Massiv wird vor allem aus den Gesteinen Serpentinit, Metagabbro und Metabasit (Monviso-Metaophiolith-Komplex) gebildet.
Im Jahr 2003 wurde von Pierre Pétrequin von der Université de Franche-Comté in Besançon und seiner Frau Anne-Marie eine früh-jungsteinzeitliche Abbaustelle des sehr seltenen Gesteins Jadeitit entdeckt. Es findet sich in Blöcken, die aus dem anstehenden Serpentinit auserodiert und talwärts verfrachtet wurden.

## Geschichte und Erschließung
Datiert wird der 2003 entdeckte Jadeitit-Steinbruch auf zwischen 5200 und 4000 vor Chr. Der weitere Abbau des extrem zähen Materials kann nur durch Hitzesprengung erfolgt sein, bei der plattige Zerkleinerung möglich ist. Aus dem Mineral, das sonst nur noch am Monte Beigua (südöstlich im Ligurischen Apennin) abgebaut wurde, wurden Steinbeilklingen hergestellt, die bis in die Bretagne (der Typ Rarogne), nach Bulgarien, Irland und Niedersachsen (Bermbeck) getauscht wurden.
Der Gipfel wurde bereits von Vergil in der Aeneis erwähnt, später in Dantes Göttlicher Komödie und Geoffrey Chaucers Canterbury Tales.
Die Erstbesteigung wurde am 30. August 1861 von Michel Croz, Jean Baptiste Croz, William Mathews und Frederik Jacomb unternommen. Isabella Straton und Emmeline Lewis Lloyd waren 1870 die erste Frauenseilschaft am Gipfel.

### Wege und Hütten
Den Normalweg, der über die Südseite auf den Gipfel führt, erreicht man von Osten (Italien) vom Ausgangsort Crissolo im oberen Po-Tal über die Hütten Pian del Re und Quintino Sella am See Lago Grande di Viso (2640 m). Von Westen (Frankreich) erreicht man den Normalweg über die Hütte Rifugio Vallanta. Ein Stützpunkt für die Besteigung auf dem Normalweg ist das auf 3277 Metern Höhe gelegene Bivacco Andreotti, von dem aus man in 3–4 Stunden den Gipfel erreicht.
Der Monte Viso wird vom Wanderweg Giro di Viso umrundet, der auch durch den Tunnel Buco di Viso führt.
Seit einigen Jahren findet – klassischerweise Ende August – auf Wegen im Gebiet um den Gipfel ein Traillauf-Wettkampf, die Tour Monviso Trail, statt. Diese umfasst drei Einzelwettkämpfe: Die 11 Kilometer lange Tour Monviso Walk mit 450 Höhenmetern im Aufstieg, die 23,3 Kilometer lange Tour Monviso Race mit 1825 Höhenmetern im Aufstieg und als längste Disziplin die 43 Kilometer lange Tour Monviso Trail mit 3066 Höhenmetern im Aufstieg.

## Kultur und Naturschutz
Das Monviso-Massiv ist als UNESCO-Biosphärenreservat ausgewiesen. Die Jadeitit-Abbaustellen sind ebenso ein Geotop wie archäologisches Denkmal von überragender Bedeutung.